# Gnomos (episodio de South Park)
«Gnomos» («Gnomes» como título original) es el episodio 30 de South Park. Fue estrenado el 16 de diciembre de 1998.

## Argumento
El señor Garrison podría ser despedido porque al parecer no enseña a sus alumnos nada sobre hechos actuales. Por esto manda como tarea exposiciones orales sobre hechos actuales y elige pòr su cuenta los grupos, juntando a Stan, Kyle, Cartman y Kenny con Tweek. Al principio los cuatro chicos no quieren estar con Tweek ya que les parece un chico raro, pero éste les da una buena idea para el trabajo: les habla de los "gnomos de los calzoncillos", que de noche roban la ropa interior de los humanos. Afirma que los vio porque nunca duerme -lo que es verosímil, puesto que sus padres le dan café constantemente.
Mientras los señores Tweek rechazan la oferta de John Postum por su cafetería, que quiere añadir a su cadena "Harbucks". Decidido a no perder su negocio, el Sr. Tweek le pide los niños hacer la exposición sobre como las grandes empresas arruinaban negocios familiares como el suyo. Esa misma noche los chicos se quedan con Tweek toda la noche jugando para esperar a los gnomos pero es solo Tweek quien logra verlos.
Los chicos deciden hacer su presentación mostrando el peligro representado por "Harbucks" al pueblo, y la alcaldesa McDaniels que propone un referendo al pueblo para decidir si "Harbucks" permanecía o no en el pueblo. Sin embargo la madre de Tweek aunque muestra acuerdo con el referendo no oculta su indignación al ver como los chicos eran usados para evitar la estancia de "Harbucks". Garrison para evitar ser despedido presiona a los chicos para hacer una buena presentación sobre su tema y durante un debate en televisión, John Postum muestra las ventajas de tener un "Harbucks" en el pueblo pero es abucheado y censurado, mientras que los chicos aunque ajenos a su tema no saben cómo debatirlo pero aun desacreditan a Postum.
Una noche los chicos logran ver a los gnomos (aunque Cartman le pega a uno) y uno de los gnomos se ofrece a llevarlo a la cueva donde trabajaban y explican su plan de negocios, que es casi el mismo de Harbucks:
1. Coleccionar calzoncillos
2. ?
3. Ganancia
Después de un concierto de Toto, los chicos al día siguiente exponen el tema expresando que las grandes corporaciones como "Harbucks" son buenas; "Harbucks" en su momento fue una cafetería pequeña pero que gracias a su gran café su éxito se fue expandiendo y que siendo una gran corporación esta ayudaba al mundo. Los chicos admiten que fue una enseñanza de los gnomos y que el tema no era propiamente de ellos, por lo que Garrison es abucheado y la Sra. Tweek aplaude su honestidad. Postum ofrece pruebas gratis de su café a los habitantes siendo admirado por los mismos y el Sr. Tweek acepta trabajar para "Harbucks".

## Muerte de Kenny
Accidentalmente un gnomo deja caer un vagón lleno de calzoncillos sobre Kenny, aunque los gnomos se disculpan, a sus amigos no les importa su muerte.

## Curiosidades
- "Harbucks" es una alusión a Starbucks, aunque en otros episodios aparece con su nombre original.